# Gometz-le-Châtel
Gometz-le-Châtel – miejscowość i gmina we Francji, w regionie Île-de-France, w departamencie Essonne.
Według danych na rok 1990 gminę zamieszkiwały 1763 osoby, a gęstość zaludnienia wynosiła 349 osób/km² (wśród 1287 gmin regionu Île-de-France Gometz-le-Châtel plasuje się na 510. miejscu pod względem liczby ludności, natomiast pod względem powierzchni na miejscu 673.).